# 印巴統一

1947年印巴分治之前的英屬印度

印巴統一又稱印巴合并（英語：Indian reunification），是1947年印巴分治後兩國（有時包含孟加拉國而稱為印巴孟統一）謀求合而為一的嘗試，未實行。不同政黨和宗教教派有不同立場。

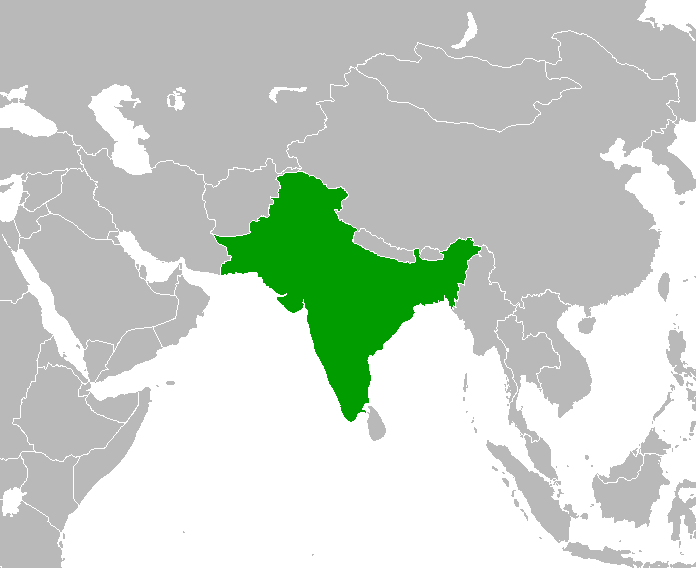
1947 年分治之前的印度，包括現代印度共和國以及成為巴基斯坦伊斯蘭共和國和孟加拉國人民共和國的土地。

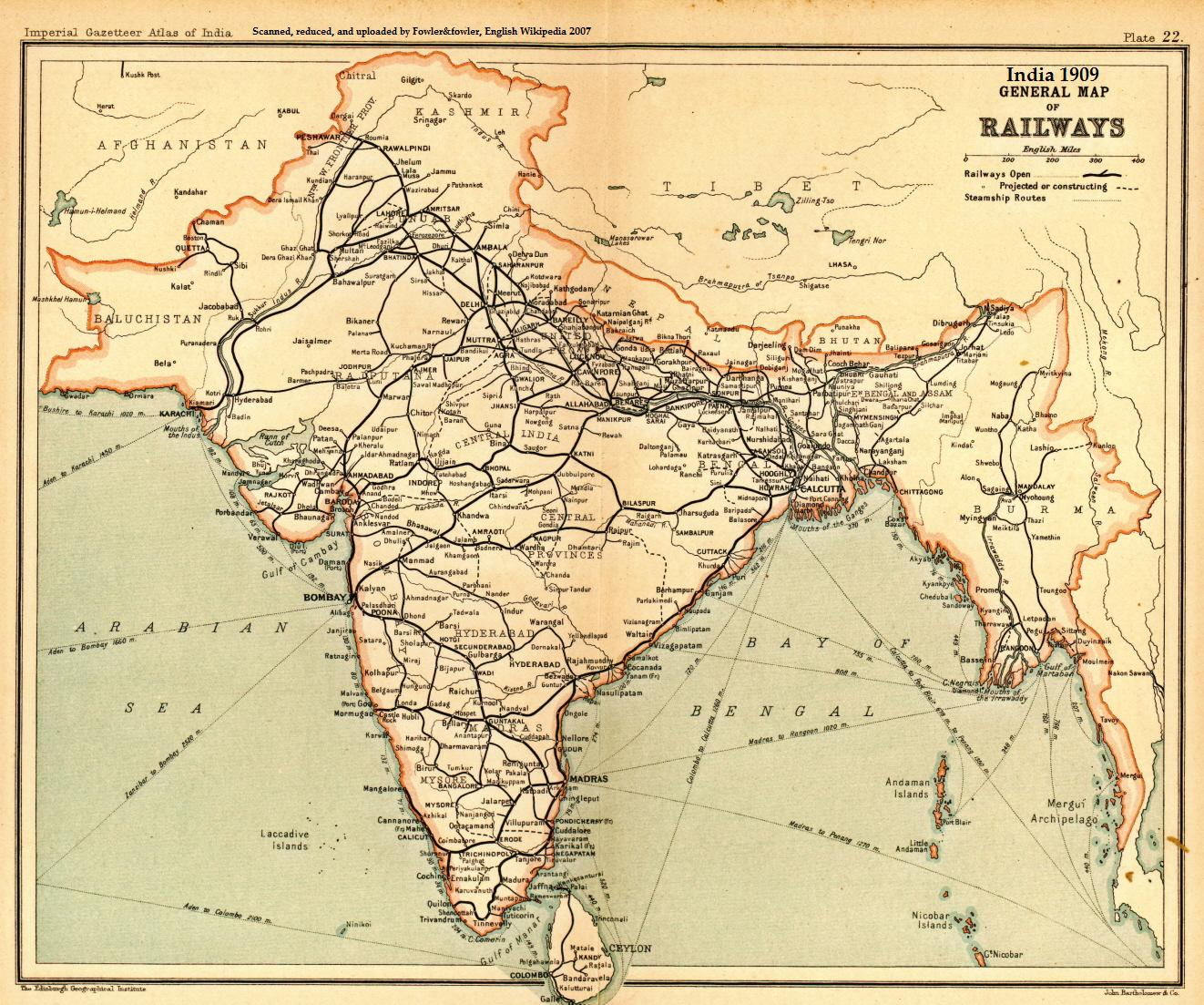
英屬印度地圖 (1909)

## 背景
1947年，英屬印度被劃分為現代印度自治領和巴基斯坦自治領，後者包括印度西北部和印度東部的部分地區。反對者往往堅持印度次大陸的複合民族主義理論。印度國大黨和全印度自由穆斯林會議反對印度分治；全印度阿扎德穆斯林會議主席兼信德省首席部長沙迪德·阿拉·巴赫什·蘇姆羅表示，「地球上沒有任何力量可以剝奪任何人的信仰和信念，也不允許地球上任何力量剝奪印度穆斯林的信仰」。作為印度國民的正義權利。” 哈克薩運動領導人阿拉馬·馬什里奇反對印度分治，因為他認為，如果穆斯林和印度教徒在印度基本上和平共處了幾個世紀，他們也可以在一個自由和統一的印度這樣做（參見印度教-穆斯林團結） 。馬什里奇聲稱，兩國理論是英國的陰謀，目的是在印度分裂成兩個相互對抗的國家的情況下，更容易維持對該地區的控制。他認為，印度依照宗教路線的分裂會在邊界兩側滋生原教旨主義和極端主義。馬什里奇認為，“穆斯林占多數的地區已經處於穆斯林的統治之下，因此，如果任何穆斯林想要遷移到這些地區，他們可以自由地這樣做，而不必分裂國家。” 對他來說，分離主義領導人「渴望權力並誤導穆斯林，以便透過服務英國議程來增強自己的權力」。
《複合民族主義與伊斯蘭教》一書的作者毛拉納·侯賽因·艾哈邁德·馬達尼（Maulana Husain Ahmad Madani）是德奧班迪穆斯林學者、統一印度的支持者，他認為，為了維持分而治之的政策，英國殖民政府試圖“恐嚇穆斯林，讓他們想像一個自由的印度，穆斯林將失去他們獨立的身份並被吸收到印度教的陣營中”，這一威脅“旨在使穆斯林非政治化，使他們遠離爭取獨立的鬥爭。” 邁達尼認為，對兩國理論的支持將是英國殖民統治鞏固的結果。
另一方面，支持分離主義的全印度穆斯林聯盟則主張建立一個獨立的國家巴基斯坦，並提出了瓜分印度的要求。從那時起，各種個人和政黨以及宗教團體都呼籲印度統一。
例如，聖雄甘地曾希望在諾阿卡利定居，以便在巴基斯坦穆斯林社區發起印度統一運動。
印度民族主義者認為，英國人離開印度次大陸後，巴基斯坦將不穩定並與印度重新統一；英國人和印度國大黨都認為英國人最好早點離開。另一方面，穆斯林聯盟的穆罕默德·阿里·真納希望推遲英國人的離開，因為他認為這將使新成立的巴基斯坦國家獲得其共同資產的份額。
1953年8月，印度多家報紙報導稱，聯合印度日舉行的會議將印度統一作為愛國者的目標。其中一位帕爾巴特寫道：「巴基斯坦領導人很清楚大多數印度民眾不接受 1947 年的分治，並將一有機會就公開廢除它」。
在1950年代，室利·阿羅頻多·塞瓦克僧伽將「廢除印度不幸的分裂和統一」納入了他們的計劃中。 1957年2月4日，穆斯林聯盟的《晨報》發表了一篇文章，指出“甚至在巴基斯坦也有一個政黨正在為統一而努力，並且它正在不斷壯大”，其中提到了人民聯盟，可能是在試圖痛斥它。
利斯托爾勳爵評論說：「我們非常希望，當根據經驗來看，分離的弊端變得明顯時，兩個自治領將自由地決定重新統一為一個印度自治領，這可能會在印度各民族中取得這一地位。”其領土和資源有權進入的世界。” 
印度人和巴基斯坦人都在討論消除印度分裂和統一印度的話題，尤其是最近一段時間。

## 國情簡介
|                                           | 巴基斯坦伊斯蘭共和國                                                                                          | 印度共和國 | 孟加拉人民共和國                                                                 |
| ----------------------------------------- | --- | --- | -------------------------------------------------------------------------------- |
| 国徽                                      | | |                                                                                  |
| 国旗                                      | 巴基斯坦 | 印度 | 孟加拉国                                                                         |
| 地图                                      | | |                                                                                  |
| 人口                                      | 241,499,431                                                                                                   | 1,428,627,663 | 170,000,000                                                                      |
| 面积                                      | 881913 km2（340509 sq mi）                                                                                    | 3287263 km2（1269219 sq mi）                                                                                                  | 148460 km2（57320 sq mi）                                                        |
| 人口密度                                  | 273.8/km2 (709.1/sq mi)                                                                                       | 422.6/km2 (1,094.5/sq mi) | 1,305/km2 (3,379.9/sq mi)                                                        |
| 时区                                      | UTC+5 | UTC+5.5 | UTC+6                                                                            |
| 首都                                      | 伊斯蘭馬巴德                                                                                                  | 新德里 | 達卡                                                                             |
| 最大城市                                  | 喀拉蚩 | 孟买 | 达卡                                                                             |
| 政体                                      | 聯邦制 议会制 共和国                                                                                          | 联邦制 议会制 共和国 | 单一制 议会制 共和国                                                             |
| 现任国家元首                              | 阿里夫·阿爾維                                                                                                 | 德拉帕迪·慕爾穆 | 穆罕默德·谢哈布丁·楚普                                                           |
| 现任政府首脑                              | 夏巴茲·謝里夫                                                                                                 | 纳伦德拉·莫迪 | 谢赫·哈西娜                                                                      |
| 官方语言                                  | 烏爾都語 英語                                                                                                 | 印地語 英語 | 孟加拉语                                                                         |
| 主要宗教                                  | 伊斯蘭教（國教）（96.47%） 印度教（2.14%） 基督宗教（1.27%） 阿赫邁底亞（0.1%） 錫克教（0.01%） 其他（0.01%） | 印度教（79.8%） 伊斯蘭教（14.2%） 基督宗教（2.3%） 錫克教（1.7%） 佛教（0.7%） 耆那教（0.4%） 其他宗教（0.7%） 未表態（0.2%） | 伊斯蘭教（91.04%） 印度教（7.95%） 佛教（0.61%） 基督宗教（0.30%） 其他（0.12%） |
| 民族                                      | 旁遮普族占56% 普什圖族占16% 信德族占13% 俾路支人占4%                                                          | 印度斯坦族占46.3％ 泰盧固族占8.6％ 孟加拉族占7.7％ 坦米爾族占7.4％                                                            | 孟加拉族占99.0% 查克瑪人占0.7%                                                   |
| 国内生产总值 （国际货币基金组织数据）     | 3,477.43億美元                                                                                                | 37,360.00億美元 | 3,965.43億美元                                                                   |
| 人均国民生产总值 （国际货币基金组织数据） | 1,562美元 | 2,601美元 | 2,361美元                                                                        |

## 意見

### 學者
Arvind Sharma （麥吉爾大學比較宗教學教授）、Harvey Cox （哈佛大學神學教授）、Manzoor Ahmad（康考迪亞大學教授）和 Rajendra Singh（蒙特利爾大學語言學教授）表示，這種不適和南亞地區的宗派暴力是印度分裂的結果，印度在 1947 年之前的殖民地印度沒有經過全民投票就發生了分裂；這些教授表示，“此時此刻，印度次大陸的居民深刻地想起了1947年對他們造成的嚴重不公正，當時英屬印度在沒有考慮到其居民意願的情況下被分割。” 夏爾馬、考克斯、艾哈邁德和辛格進一步表示「遺憾的是，全球四分之一人口的命運是由帝國勢力的代表和那些甚至沒有透過成人選舉權正式選舉出來的人任意決定的。” 有鑑於此，夏爾馬、考克斯、艾哈邁德和辛格於1992年在《紐約時報》上要求「就英屬印度劃分為印度和巴基斯坦的問題在包括英屬印度的整個領土上舉行公民投票」。這些教授認為，“由於克什米爾問題不可避免地與印度分治聯繫在一起，所有印度人都應該在分治前對自己在印度的未來有發言權。

### 政治人物
在《國家》雜誌上，克什米爾印度思想家馬爾坎迪·卡朱（Markandey Katju）主張在世俗政府的領導下實現印度與巴基斯坦的統一。卡朱聲稱，分治的主要原因是英國殖民政府在1857年印度叛亂期間印度教徒和穆斯林聯手反抗東印度公司統治後所實行的分而治之政策。 Katju 擔任印度統一協會 (IRA) 主席，該協會致力於推動這項事業。

阿拉馬·馬什里奇的孫子、巴基斯坦歷史學家納西姆·優素福也支持印度統一，並於2009 年 10 月 9 日在康奈爾大學舉行的紐約亞洲研究會議上提出了這個想法；優素福表示，印度本身的分裂是英國政府分而治之政策的結果，英國政府試圖在蘇聯和印度之間建立另一個緩衝國，以防止共產主義的蔓延，以及「分裂」這一事實。人民和領土將阻止統一的印度成為世界強國，並使兩國繼續依賴關鍵大國。” 優素福引用了前印度國大黨主席Maulana Abul Kalam Azad的話，他以同樣的方式寫道：
如果統一的印度獲得自由……英國幾乎不可能保持其在印度經濟和工業生活中的地位。另一方面，印度的分治，其中穆斯林占多數的省份形成了一個獨立的國家，這將使英國在印度獲得立足點。一個由穆斯林聯盟主導的國家將為英國提供永久的勢力範圍。這也勢必影響印度的態度。由於英國在巴基斯坦設有基地，印度將不得不比其他情況下更加關注英國的利益。……印度的分治將大大改變局勢，有利於英國。
優素福認為，「全印度穆斯林聯盟主席、後來的巴基斯坦創始人穆罕默德·阿里·真納一直在誤導穆斯林社區，以便作為穆斯林事業的救星載入史冊，並成為創始人和第一任總督。巴基斯坦將軍。” 民族主義穆斯林阿拉馬·馬什里奇因此將真納視為「成為英國人手中政治生涯的工具」。除了支持分離主義的穆斯林聯盟外，英屬印度的伊斯蘭領導層拒絕了分裂國家的想法，次大陸中心地帶的大多數穆斯林仍然留在原地，而不是遷移到新創建的國家，這就是例證。巴基斯坦。印度和巴基斯坦目前正在將大量預算分配給軍事開支——這些錢可以用於經濟和社會發展。在優素福看來，貧窮、無家可歸、文盲、恐怖主義和缺乏醫療設施不會困擾一個完整的印度，因為它在「經濟、政治和社會」上將更具優勢。優素福表示，印度人和巴基斯坦人講共同的通用語言——印度斯坦語，「穿同樣的衣服，吃同樣的食物，享受同樣的音樂和電影，以同樣的風格和相似的波長進行交流」。他認為，統一將是一個挑戰，儘管並非不可能，並以柏林圍牆的倒塌和隨後的德國統一為例。

法國記者弗朗索瓦‧戈蒂埃寫道：
克什米爾可能是印度與巴基斯坦統一的關鍵，無論是透過武力還是雙方同意。因為這就是問題的癥結所在：只要巴基斯坦和印度分裂，就會出現其他克什米爾、其他阿約提亞、與巴基斯坦的其他戰爭——也許是核戰——而印度永遠不會與自己的穆斯林社區和平共處。對她自己來說是一個永久的危險。因為印度和巴基斯坦是一體的。然而他們是兩個不同的實體，每個人都有自己的個性。請記住室利·奧羅賓多(Sri Aurobindo) 在1947 年所說的話：「印度教和穆斯林之間的舊有社區分裂似乎已經變成了國家永久分裂的形象。希望國會和國家不會接受既定的事實，就像永遠解決一樣，或者不僅僅是暫時的權宜之計。因為如果這種情況持續下去，印度可能會被嚴重削弱，甚至癱瘓：內亂可能永遠存在；甚至可能發生新的入侵和外國征服。國家的分裂必須結束。 “ 
巴基斯坦政治活動家、馬克思主義組織「鬥爭」的創始人拉爾汗表示，取消分治是必要的，因為這將解決克什米爾衝突，並削弱「安全官僚機器」的權力，從而保證克什米爾的安全。真正的世俗、社會主義和民主社會。汗主張共同革命，宣稱“五千年的共同歷史、文化和社會太強大了，無法被這種劃分所分裂。” 他的觀點在他的著作《印度次大陸危機，分治：可以撤銷嗎？》中得到了描述。汗在其中指出，「經濟和社會的革命性轉型是次大陸統一的重要先決條件」。
統一不能強加於任何國籍、社區、宗教或族裔群體。它必須是一個自願的社會主義聯盟。主要動力將是領導起義的革命政黨的綱領和觀點。該綱領必須以科學社會主義原則為基礎。只有推翻資本主義，才能消除痛苦、貧窮、疾病、無知、剝削、民族壓迫、社會上對婦女和少數族群的壓迫。消滅現有的腐朽和專制國家將與建立一個基於工人民主的更偉大的無產階級國家聯繫在一起。——拉爾·汗
2009年10月9日，巴基斯坦歷史學家Nasim Yousaf在美國亚洲研究协会會上贊同印巴統一，並指出印巴分治是出於大英帝國在蘇聯和印度之間劃出緩衝國用以圍堵共產主義需要。
巴基斯坦的托派政黨阶级斗争黨黨魁拉爾·汗指出印巴統一有助解決領土爭端如克什米爾問題。
教育家PA Inamdar 2017 年 7 月在仰光瓦拉牙科學院評論說，巴基斯坦和孟加拉國與印度的統一將「保持印度的繁榮與和平」。
巴基斯坦三軍情報局和軍事情報局前局長阿薩德·杜拉尼中將在2018 年設想建立一個擁有共同貨幣和法律的未來印巴聯邦。杜拉尼表示，這樣的印巴聯邦將軟化印度和巴基斯坦的邊界，並最終整合兩個實體的武裝力量，為印度和平統一鋪平道路，其中德里將作為統一印度的首都。
孟買國民黨大會黨主席納瓦布·馬利克在2020年表示，國民大會黨主張「印度、巴基斯坦和孟加拉國應該合併」。馬利克將此與德國統一進行了比較：“如果柏林圍牆可以拆除，那麼為什麼印度、巴基斯坦和孟加拉國不能走到一起呢？”

### 民調
2018年，牛津聯盟協會就此問題進行了一場公開辯論，得出了「本院對印度分治感到遺憾」的結論，其中108票的多數票認為印度分治是有害的，76票的少數票贊成印度分治。
2022年，選舉研究投票意見與趨勢中心發布的一項調查「發現 44% 的印度人支持與巴基斯坦統一」。此外，55歲以上的印度人中有57%認為印度的分裂不應該發生。印度西部各邦（包括古吉拉特邦、馬哈拉施特拉邦、拉賈斯坦邦和果阿邦）在很大程度上對印巴分治持批評態度，並“支持任何統一的努力” 。此外，在受調查的人中，只有 44% 支持孟加拉從巴基斯坦獨立。[需要引用]
據蓋洛普巴基斯坦公司（不隸屬於美國蓋洛普公司）稱，參與 2021 年民意調查的巴基斯坦人中有73%認為印度分治對於穆斯林和印度教徒之間的關係來說是良好的一步。2016年，當蓋洛普巴基斯坦問巴基斯坦人這樣一個問題：“如果你是1947年的成熟成年人（有投票能力）。你會投票贊成還是反對巴基斯坦的創建”，92%的人表示他們會投票投了贊成票。根據蓋洛普巴基斯坦調查，2016年71%的巴基斯坦人相信穆斯林從巴基斯坦的創建中受益，80%的人表示他們會支持1947年的兩國理論。

### 宗教團體
金斯利·馬丁指出，“印度教徒......在英國同意獨立時並沒有原諒穆斯林聯盟破壞次大陸的統一。” 許多印度教徒對「古代印度教經典中設想的祖國的一部分」與印度分裂這一事實感到震驚。印度人民同盟是一個印度教政治組織，目標之一是創立统一婆罗多；在這種背景下，阿坎德巴拉特的邊界是印度在 1947 年分治之前的邊界。印度民族主義組織国民志愿服务团的發言人 Ram Madhav)表示，“RSS 仍然相信有一天這些部分在 60 年前因歷史原因而分離，將通過民眾的善意再次走到一起，並創建统一婆罗多。” 

2017年7月，200 名伊斯蘭神職人員聚集在浦那，發表聲明呼籲印度統一：
除非印度邊界和平，否則我們將無法實現經濟、社會和教育發展。邊境緊張局勢導致巨額支出，開發工作陷入停滯。英國的分裂是不自然的，所以我們請求莫迪總理使用一切軍事手段，聯合巴基斯坦、孟加拉和阿富汗組成阿坎德巴拉特。印度領導人獨立前後的夢想終將實現，印度將成為世界上最強大的國家。
音樂家邁赫迪·哈桑 (Mehdi Hassan)在訪問阿杰梅爾·謝里夫·達爾加 (Ajmer Sharif Dargah)時，總是祈禱「印度和巴基斯坦以某種和平形式重新統一」。
伊斯蘭組織虔誠軍將「加茲瓦·欣德」（Ghazwa-e-Hind）的預言描述為印度被擊敗並與巴基斯坦聯合，將印度次大陸統一在穆斯林統治之下。